# 花と詩人
「花と詩人」（はなとしじん）は、LAMP IN TERRENの1作目の配信限定シングル。2018年1月19日にA-Sketchから配信された。

## 解説
前作「heartbeat」より1年3ヶ月ぶり、LAMP IN TERREN初の配信限定シングル。
表題曲の「花と詩人」は不器用な男性の目線で“君と僕”の世界をつづったラブバラード。ジャケットには大屋真太郎（G）が撮影した写真が採用されている。配信リリースを前にYouTubeでは松本大（Vo, G）がディレクションを手がけた同曲のミュージックビデオが公開された。

## 収録曲
作詞・作曲∶松本大
1. 花と詩人 [6:08]

## 収録アルバム
- The Naked Blues（2018年12月5日）
  - 花と詩人 #5